# Nebulosa della Carena
La Nebulosa della Carena (nota anche come Nebulosa di Eta Carinae o con le sigle di catalogo NGC 3372 e C 92) è una nebulosa a emissione posta nel cuore della Via Lattea australe, nella costellazione della Carena. È perfettamente visibile anche ad occhio nudo, sebbene la sua osservazione sia limitata alle regioni dell'emisfero australe terrestre e a quelle tropicali boreali; fu catalogata per la prima volta da Nicolas Louis de Lacaille nel 1751, durante la sua permanenza a Città del Capo.
Si tratta di una delle più grandi regioni H II conosciute all'interno della nostra Galassia: la nebulosa ha dimensioni reali che raggiungono i 260 anni luce e circonda diversi ammassi aperti, nonché una delle stelle più massicce che si conoscano, la variabile η Carinae. Al suo interno sono attivi alcuni fenomeni di formazione stellare, sebbene in misura più ridotta rispetto ad altre nebulose simili: ciò sarebbe un indicatore dell'elevato grado evolutivo di questa nebulosa. La sua distanza è stimata sui 7500 anni luce da noi.
Come prova che la formazione stellare, in un passato astronomicamente recente, è stata piuttosto intensa, vi è presente un gran numero di ammassi aperti e associazioni stellari, tutti composti da giovani stelle molto calde e blu, che eccitano il gas della nebulosa e lo perturbano con il loro forte vento stellare. All'interno della nebulosa sono anche presenti delle sottostrutture molto conosciute, come la Nebulosa Omuncolo, che circonda la stella η Carinae e la Nebulosa Buco della Serratura, il cui nome le fu assegnato da John Herschel nella prima metà dell'Ottocento.

## Osservazione amatoriale

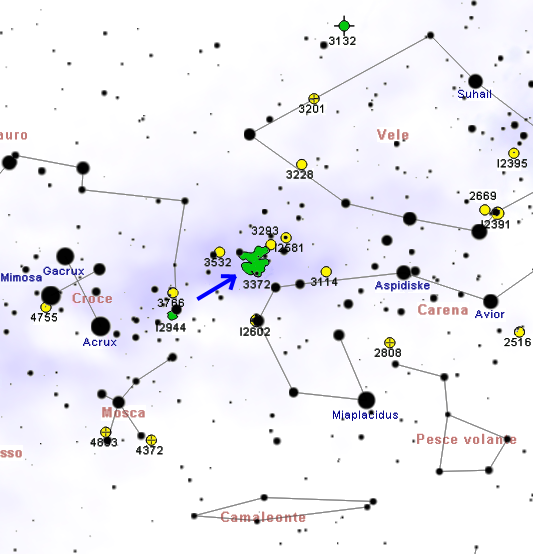
Carta della posizione della Nebulosa della Carena rispetto alla Croce del Sud.

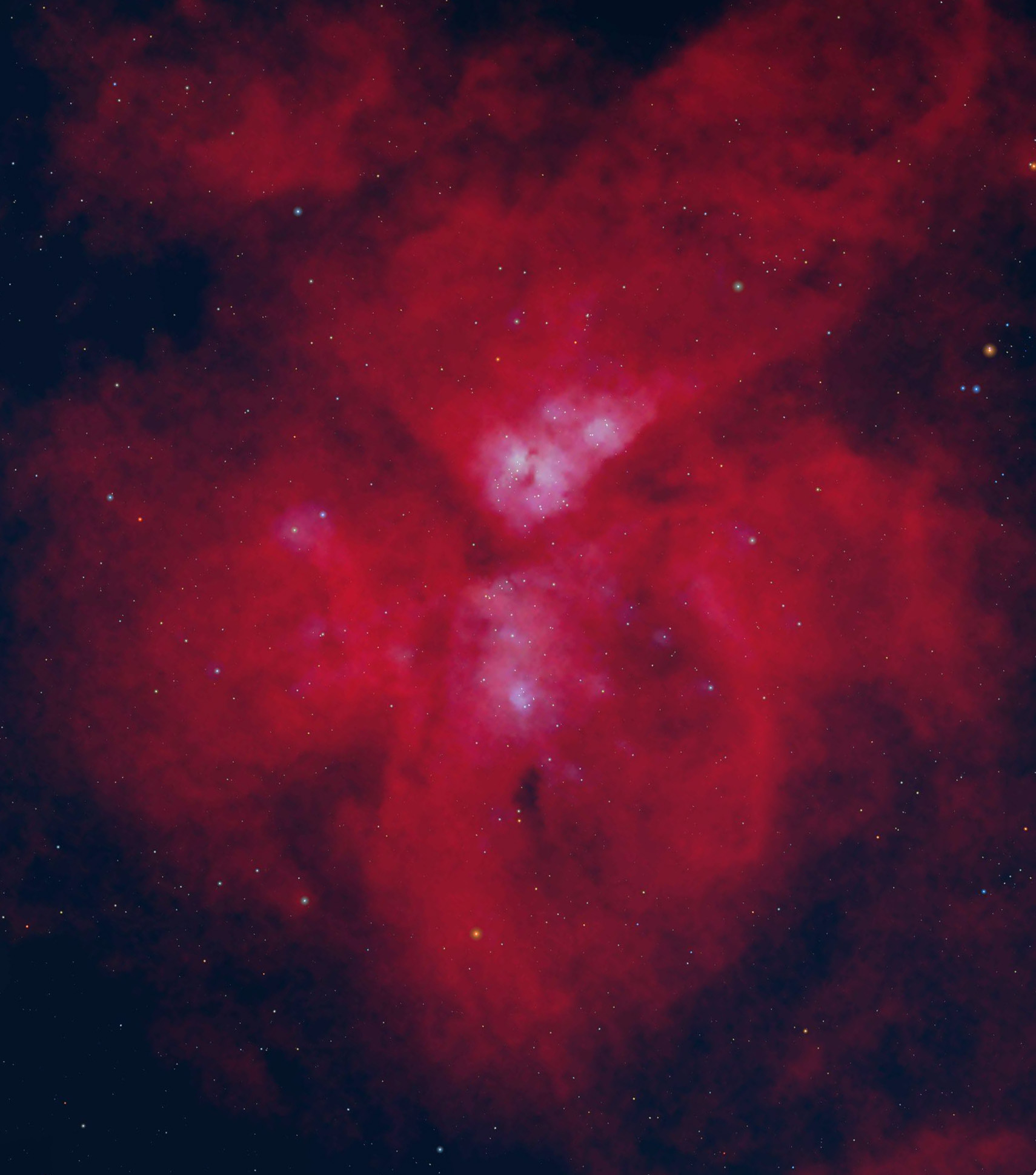
Eta Carinae

La Nebulosa della Carena è un vastissimo complesso di gas ionizzati luminosi, visibile anche ad occhio nudo come una macchia brillante; al suo interno si trova la celeberrima stella η Carinae, un astro di dimensioni colossali che, secondo le teorie più accreditate, si prevede possa esplodere in una supernova nel giro di pochi secoli.

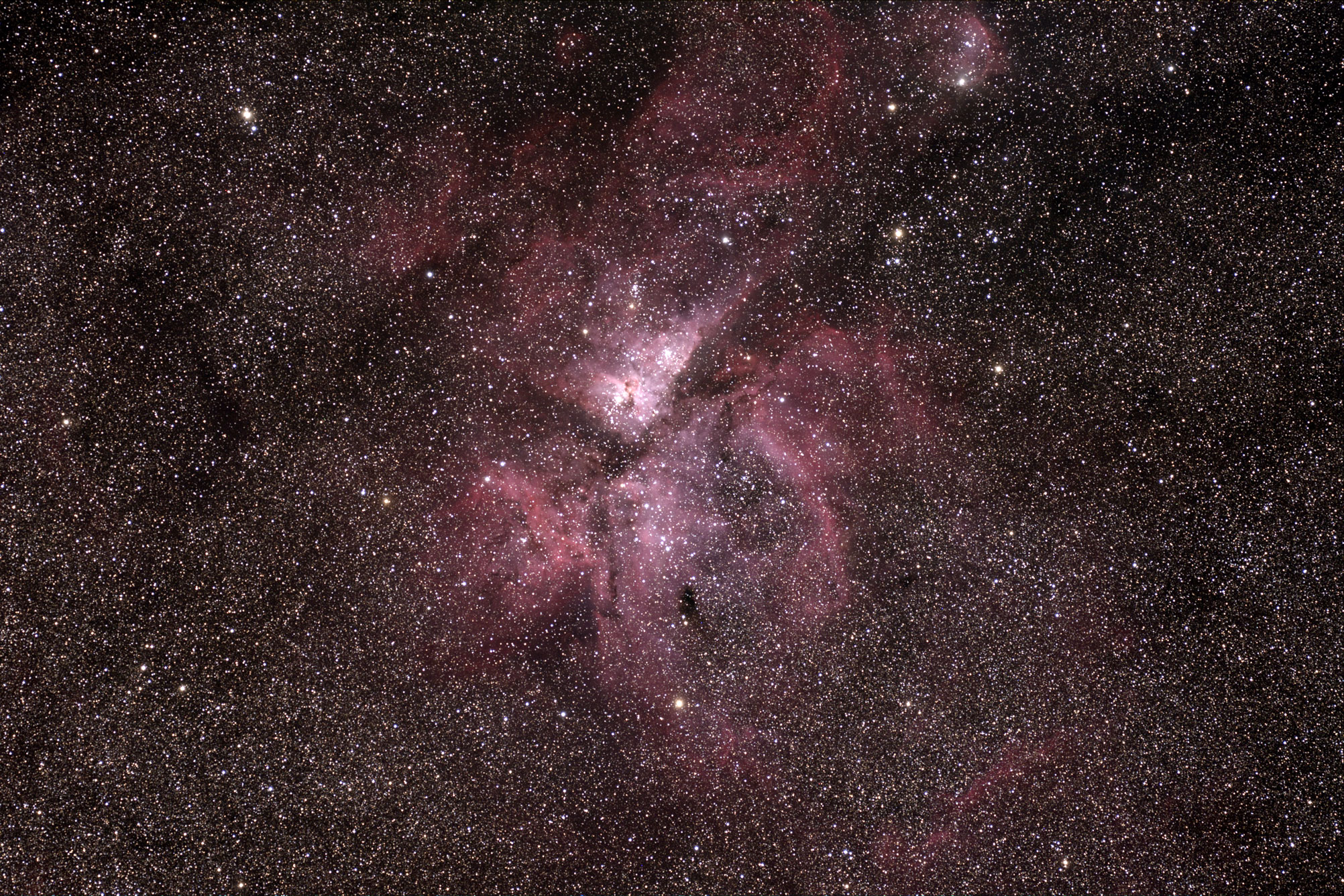
Un'immagine della Nebulosa della Carena ripresa tramite un telescopio amatoriale.

La nebulosa giace sul ramo più meridionale della Via Lattea australe, ed è invisibile da gran parte dell'emisfero boreale; i mesi più adatti all'osservazione sono quelli dell'autunno australe (la primavera boreale), ossia il periodo che va da marzo a giugno. Nell'emisfero australe comunque la nebulosa può essere osservata anche per molto più tempo, poiché la sua declinazione fa sì che in gran parte dell'emisfero sud della Terra si presenti circumpolare.
Osservando con un binocolo, la nebulosa è subito evidente come una macchia chiara allungata più in senso nord-sud, con una netta striscia scura che, addensandosi nelle sue regioni centrali, la taglia da est ad ovest, dividendola in due parti; i dintorni dell'ammasso sono invece ricchissimi di stelle: il tratto di Via Lattea in cui la nebulosa si trova, infatti, è uno dei più brillanti ed intensi della volta celeste, essendo visibile anche in un cielo moderatamente inquinato, al pari di altre aree come la regione del centro galattico e il tratto nella costellazione del Cigno. Con un telescopio amatoriale la nebulosa appare piuttosto estesa; con forti ingrandimenti si nota, poco a nord della parte centrale, una forma curiosa, formata dalla sovrapposizione di una banda scura allungata da nord a sud, soprannominata a causa della sua forma Nebulosa Buco della Serratura.
L'intera nebulosa con i relativi ammassi si trova ad una distanza stimata intorno ai 7500 anni luce dal sistema solare.

## Storia delle osservazioni
Nel caso della Nebulosa della Carena è piuttosto difficile parlare di uno scopritore in particolare: la sua grande luminosità e le sue dimensioni infatti non possono essere passate inosservate a nessuno dei vari popoli che vivevano nell'emisfero sud della Terra, come pure ad alcuni che popolavano le regioni tropicali boreali; un altro fattore importante è la variabilità della stella η Carinae, che anche nel corso di una sola generazione può variare di diverse magnitudini, raggiungendo la seconda grandezza o addirittura assumendo magnitudine negativa, rivaleggiando con le stelle più brillanti del cielo. Considerando la variabilità di questa stella, fisicamente legata alla nebulosa, è lecito aspettarsi che anche la nebulosa stessa possa variare la sua luminosità, a seconda della quantità di energia che riceve dalla sua stella più massiccia.
La nebulosa in sé fu riconosciuta come tale in epoca moderna da Nicolas Louis de Lacaille, il quale la osservò durante la sua permanenza a Città del Capo avvenuta durante il 1751/52; da allora fu riosservata e descritta da tutti coloro che compirono studi astronomici dall'emisfero australe terrestre: John Herschel la studiò dettagliatamente al telescopio attorno al 1837, scoprendo, pochi primi ad ovest di η Carinae, una struttura estremamente appariscente, formata da una regione circolare a cui è connessa una struttura allungata in direzione sud, che egli chiamò Nebulosa Buco della Serratura. Verso la fine dell'Ottocento, Richard Hinckley Allen ricercò questa struttura, senza però trovarne traccia alcuna: egli scrisse così che la nube osservata da Herschel doveva essere sparita nel periodo compreso fra il 1837 e il 1871; la causa reale di questa apparente sparizione fu in realtà la diminuita luminosità di η Carinae: infatti mentre all'inizio del secolo questa stella illuminava e potenziava la regione di gas osservata da Herschel, diventando estremamente brillante, verso la fine, con il diminuire della quantità di luce ricevuta, i gas si oscurarono, diventando quasi invisibili. A partire dal Novecento la struttura osservata da Herschel è visibile solo con potenti telescopi e si mostra come una nube a tratti poco brillante e a tratti decisamente oscura.

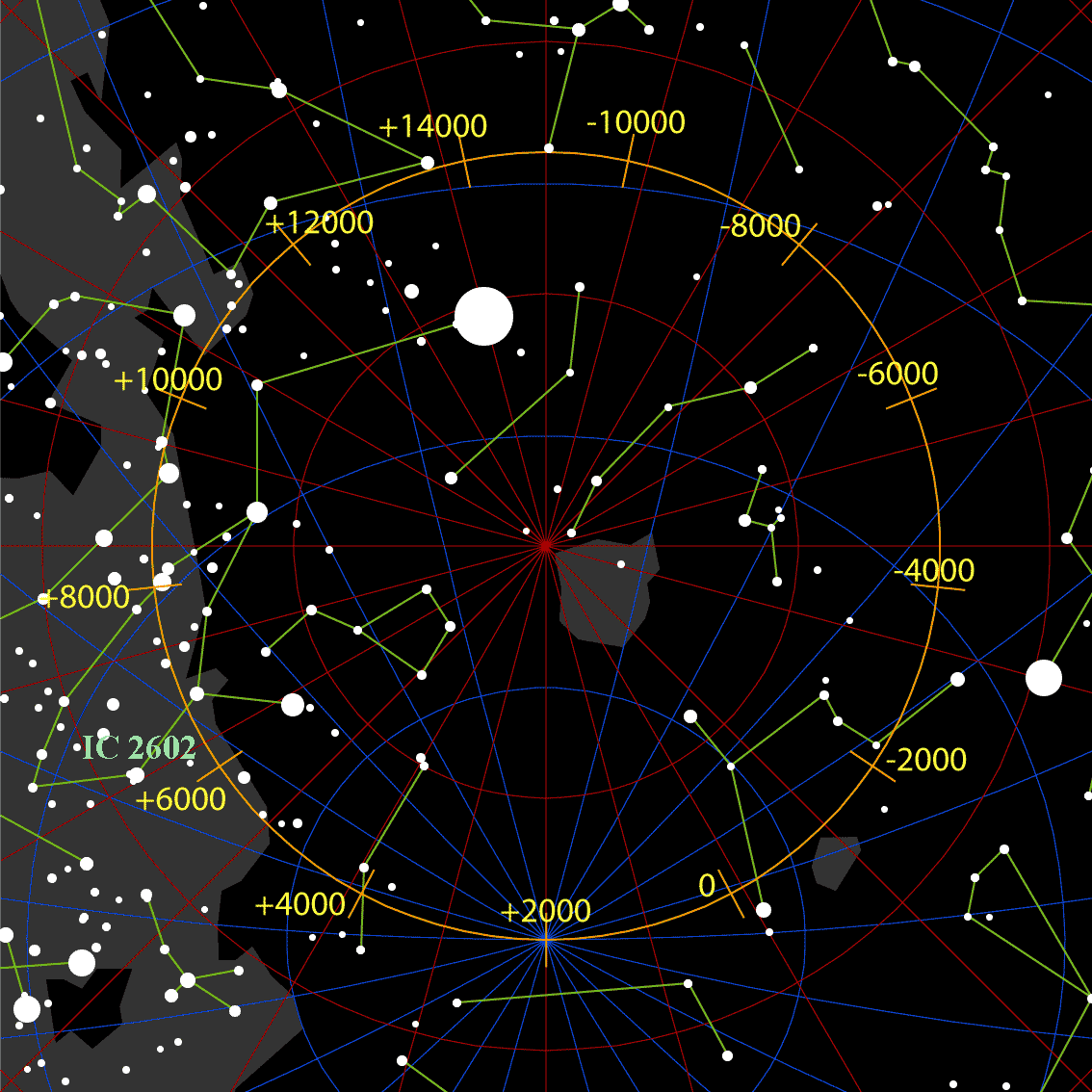
Moto di precessione e spostamento del polo sud celeste nel corso dei millenni; la stella più luminosa è Canopo.

## Decorso osservativo nelle epoche precessionali
A causa del fenomeno conosciuto come precessione degli equinozi, le coordinate celesti di stelle e costellazioni possono variare sensibilmente, a seconda della loro distanza dal polo nord e sud dell'eclittica.
Fino a circa 2000 anni fa la nebulosa, assieme al ramo della Via Lattea al quale appartiene, era ben visibile dalle coste mediterranee meridionali e anche da parte della stessa Europa mediterranea; nel corso dei secoli poi il moto di precessione ha fatto sì che la nebulosa assumesse una declinazione sempre più australe. Attualmente l'area di cielo della costellazione della Carena è in costante movimento verso sud, e fra circa 5000 anni, come si evince dall'immagine a destra, sarà ad appena 6° dal polo sud celeste.
Circa 7000 anni fa invece la parte di cielo in cui si trova la nebulosa si trovava a 6h di ascensione retta, ossia nella coordinata in cui gli oggetti raggiungono, ad eccezione della ristretta fascia attorno al polo sud dell'eclittica, la declinazione più settentrionale (si noti come l'intersezione dell'eclittica con le 6h di ascensione retta corrispondano al solstizio d'estate); in quell'epoca, la Nebulosa della Carena raggiunse una declinazione pari a 37°S, diventando così visibile fino alla latitudine di 53°N, ossia alle regioni meridionali dell'attuale Inghilterra.

## Ambiente galattico

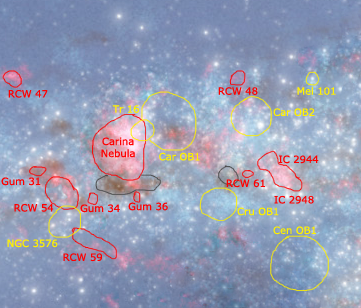
Mappa delle principali strutture contenute nel Braccio del Sagittario. Il Sole, fuori campo, sta a destra e leggermente in alto.

La Nebulosa della Carena fa parte del Braccio del Sagittario (noto anche come Braccio Carena-Sagittario), il braccio di spirale immediatamente più interno del nostro; dopo essere passato, rispetto a noi, davanti al centro galattico, oscurandolo, questo braccio prosegue in direzione del Centauro e della Carena, dove poi gira per passare dall'altra parte della Galassia rispetto a noi. Uno studio del 2008 tuttavia afferma che questo braccio sarebbe solo una grande condensazione di gas e polveri da cui sono nate diverse stelle giovani.
Il contesto galattico in cui la nebulosa si trova è pervaso da un gran numero di ammassi aperti e associazioni, molti dei quali si son creati dalla stessa nebulosa. Vista dalla nostra prospettiva, nei pressi di quest'oggetto appaiono diversi brillanti agglomerati di stelle; tuttavia, si tratta solo di effetti prospettici, dato che una buona parte di questi ammassi sono in realtà molto più vicini a noi. L'ammasso definito Pozzo dei Desideri (NGC 3532) è apparentemente il più vicino a questa nebulosa: si tratta di una grande concentrazione di piccole stelle di vari colori, visibile poco a nord-est; in realtà la sua distanza è pari a 1300 anni luce, dunque si trova in primo piano, nel bordo estremo del nostro braccio di spirale, quello di Orione. Un altro oggetto molto appariscente è l'ammasso noto come Pleiadi del Sud (IC 2602), la cui distanza è però stimata sui 479 anni luce, essendo così l'ammasso aperto più vicino osservabile in questa parte di cielo; poco a sud di quest'ultimo si trova Mel 101, un oggetto sfuggente che però appartiene allo stesso ambiente galattico della Nebulosa della Carena.
Gli ammassi fisicamente legati alla nebulosa sono molto meno appariscenti, perché più lontani, e riportano delle sigle di catalogo diverse dall'NGC o dall'IC, come si vedrà più avanti; questi ammassi sono composti da giovani stelle azzurre, residuo di un grande processo di formazione stellare avuto luogo alcuni milioni di anni fa all'interno della nebulosa stessa. Fa eccezione il brillante ammasso NGC 3293, visibile a nord-ovest, composto da una settantina di giovani stelle azzurre con un'età che si aggira sui 5 milioni di anni; l'oggetto è immerso e circondato da un campo ricco di altre stelle giovani, un'associazione stellare nota come Carina OB1. L'area in cui giacciono queste stelle è pervasa da una nebulosità riflettente di fondo, specie in direzione nord-ovest e sud-est; la distanza di quest'ammasso sarebbe di circa 8000 anni luce, dunque paragonabile a quella della Nebulosa della Carena.

## Caratteristiche

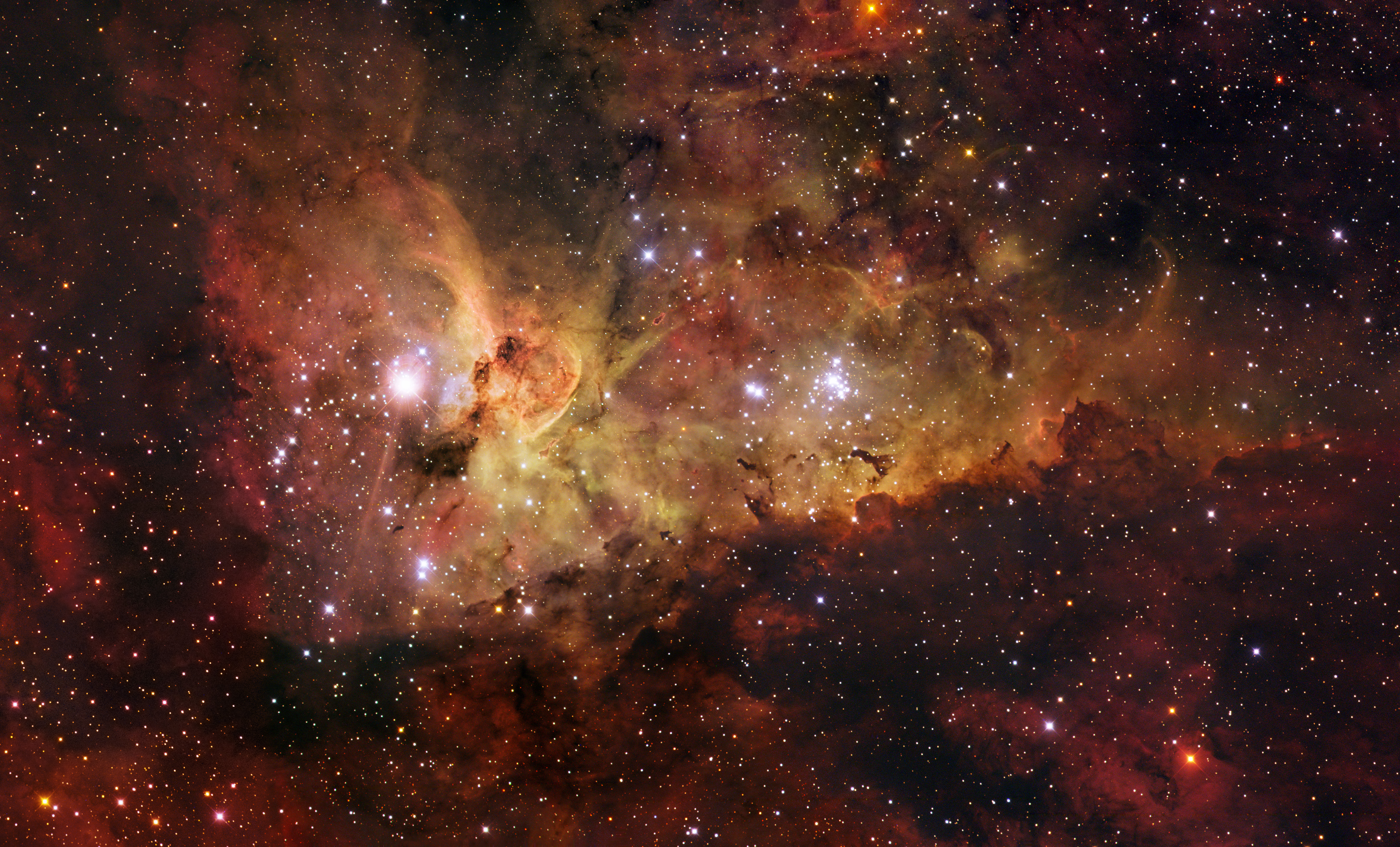
Immagine composita a colori della nebulosa. ESO

La Nebulosa della Carena è la più grande ed estesa nebulosa visibile ad occhio nudo sulla volta celeste; le sue dimensioni, sia apparenti che reali, sono superiori a quelle della ben nota Nebulosa di Orione, ed anche la sua magnitudine è superiore: la Nebulosa di Orione si estende infatti su circa un grado quadrato di volta celeste, con un diametro reale di 24 anni luce; la Nebulosa della Carena occupa invece oltre quattro gradi quadrati e possiede un diametro di ben 260 anni luce. Ad una distanza di circa 7500 anni luce, ossia quasi 8 volte superiore a quella della Nebulosa di Orione le sue dimensioni apparenti sono molto superiori rispetto a quest'ultima. Tuttavia, è una nebulosa finora meno studiata a causa della sua posizione in cielo, che fa sì che sia ottimamente osservabile solo dalle latitudini australi. Appartiene al Braccio Carena-Sagittario, un braccio di spirale della Via Lattea più interno rispetto al nostro.
La nebulosa è formata per gran parte da idrogeno, mentre l'elio costituisce un quarto della sua massa totale; altri elementi più pesanti sono presenti solo in piccole percentuali. All'interno di essa, la quasi totale assenza di globuli di Bok indica che il fenomeno della formazione stellare, a differenza di altre nebulose, sarebbe fermo o poco attivo; questo fenomeno è stato però in passato assai vigoroso, come confermato dalla presenza di un gran numero di stelle giovani di grande massa, come le cosiddette giganti blu. Queste stelle sono anche responsabili dell'intensa radiazione ultravioletta che pervade l'intera nebulosa, che ionizzandone gli atomi, diventa essa stessa luminosa. Molte di queste stelle giovani sono riunite in ammassi aperti: nelle sue regioni centrali ve ne sarebbero almeno otto, di cui quattro appaiono vicini alle regioni centrali.

### Ai raggi X

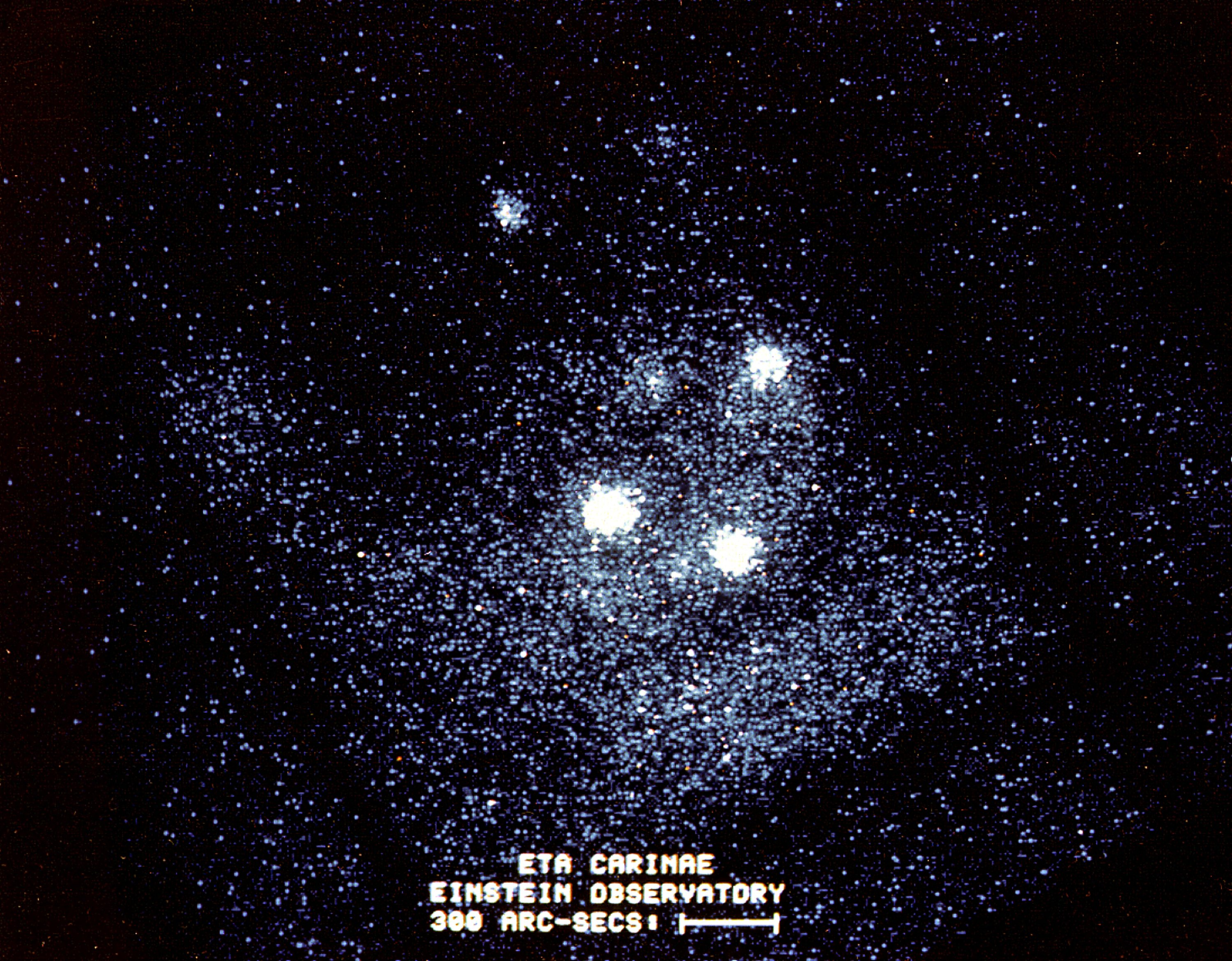
La Nebulosa osservata alla lunghezza d'onda dei raggi X dall'Osservatorio Einstein della NASA.

La nebulosa è la fonte della più luminosa emissione di raggi X fra tutte le regioni H II note nella nostra Galassia; la causa di queste emissioni non è stata chiarita con certezza. Uno studio del 2005 condotto con l'osservatorio a raggi X Suzaku ha permesso di identificare diverse aree di emissione più o meno intense: nella parte meridionale, lo spettro mostra delle forti linee di emissione degli ioni Fe e Si, mentre nel settore settentrionale queste emissioni sono molto più deboli; ne consegue che l'abbondanza di questi due elementi è 2-3 volte maggiore nel settore meridionale che in quello settentrionale.
Alcuni scienziati nel corso degli anni ottanta hanno ipotizzato che queste emissioni, come pure quelle nei raggi gamma, vengano prodotte da dei forti venti stellari che collidono con l'ambiente nebuloso in cui si trovano. Più di recente si è teorizzato che queste emissioni diffuse siano state causate dall'esplosione di un'antica supernova o, meglio, dalla presenza di un'eventuale superbolla prodotta da ripetute esplosioni di supernovae; una singola supernova sarebbe infatti in grado di eccitare l'intera nebulosa, ma la massa totale di ferro disperso nel gas diffuso non può essere stato causato da un solo evento di questo genere. Non vi sono evidenze dirette di resti di supernova all'interno della nebulosa, né nelle onde radio, né ai raggi X; vi sono comunque due pulsar, 1E 1048.1-5937 e PSR
J1052−5954, situate entro 1° dalla stella η Carinae, al di fuori della struttura centrale della nebulosa nota come "Buco della Serratura". Alcuni autori hanno comunque suggerito che questa forte turbolenza non può essere spiegata né con il forte vento stellare, né con l'esplosione di una supernova, poiché risulta essere troppo forte per essere stata causata da questi eventi; la radiazione sarebbe invece stata già presente prima della formazione della nube molecolare gigante che ha dato origine alla Nebulosa della Carena. Questa radiazione sarebbe stata causata da un gran numero di esplosioni di supernovae (almeno 20), responsabili della formazione di una eventuale "superbolla a brillamento della Carena", ormai dissipata. D'altra parte, si è scoperto che la nebulosa possiede una struttura bipolare, che suggerisce la presenza di uno o più resti di supernova originari; in entrambi i casi, l'apparente assenza di evidenti resti di supernova non sarebbe un problema, dato che le esplosioni che provocarono le emissioni a raggi X che eccitarono la nebulosa avvennero alcuni milioni di anni fa.

## Struttura

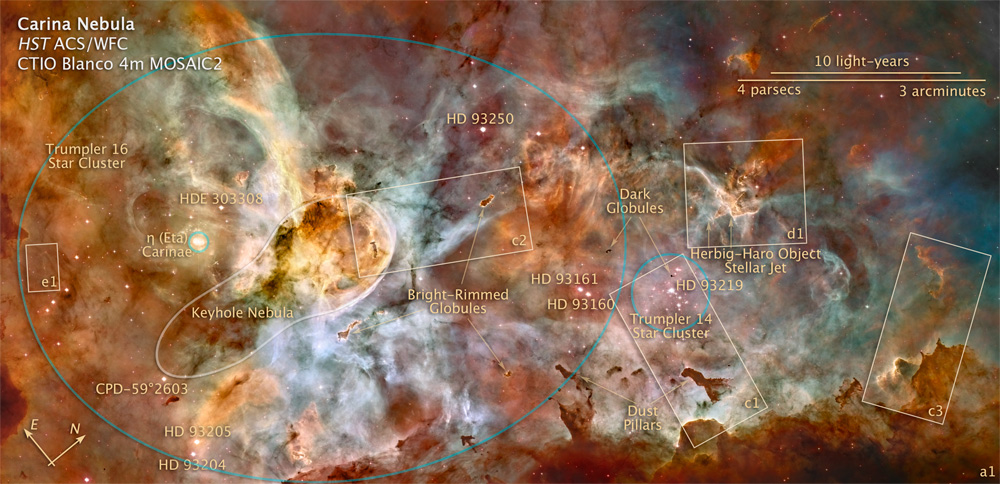
Struttura dettagliata delle regioni centrali della nebulosa, ripresa dal Telescopio Spaziale Hubble.

L'area di cielo occupata dalla Nebulosa della Carena è pari a circa 2° x 2°, equivalenti a 4 gradi quadrati della volta celeste; include al suo interno nubi interstellari, giovani associazioni stellari e nebulosità riflettenti la luce delle vicine stella calde.
Al suo interno si trova uno dei più grandi complessi di stelle insolitamente massicce conosciute all'interno della nostra Galassia, fra i quali i giovani ammassi aperti Tr 14, Tr 15 e Tr 16, Cr 228 e Cr 232, più Bochum 10 e Bochum 11; tutti insieme, questi ammassi contengono almeno 64 stelle di classe spettrale O e due stelle di Wolf-Rayet, ossia ciò che resta di un violento fenomeno di formazione stellare avvenuto circa 3 milioni di anni fa. Fra le stelle presenti in quest'area vi sono alcuni esempi di rari astri di classe spettrale 03 di sequenza principale.
La regione della nebulosa più studiata è quella centrale, incentrata su un'area di cielo di 0,5 gradi quadrati di cielo contenente le due associazioni Tr 14 e Tr 16, la Nebulosa Buco della Serratura e l'intensa linea scura a forma di "V" che taglia in due parti il complesso nebuloso, linea formata da polveri non illuminate. Studi ottenuti nel lontano infrarosso suggeriscono che la Nebulosa della Carena sia una regione H II molto evoluta, con perdita di polveri e gas neutro dal suo nucleo; inoltre, nella nebulosa non sono presenti gli addensamenti compatti e ad alta densità di stelle circondate da nubi che si osservano in altre regioni H II, come W49 e W51. Solo alcune aree della nebulosa sono soggette ad un intenso fenomeno di formazione stellare.
Osservazioni condotte invece su larga scala mostrano che questa nebulosa possiede una struttura bipolare compressa nella zona centrale ai due lati da polveri e gas freddi; l'asse maggiore è grosso modo perpendicolare al piano galattico. I suoi lobi bipolari hanno un diametro di circa 1°, equivalenti a 40 parsec (130 anni luce) se si considera la distanza della nube pari a 7500 anni luce, e non possiedono una forma sferica e regolare; le regioni interne di questi lobi emettono radiazione OIII e sono circondate da filamenti emittenti radiazione Hα e SII. Il lobo settentrionale mostra evidenze di impatto con il piano galattico, mentre il grande lobo che si estende a meridione appare essere legato in sequenza con una serie di strutture a guscio che si estendono fino ad un'angolazione di 2,7° (pari a 110 parsec/360 anni luce) dal centro della nebulosa. La struttura a poli della nebulosa suggerisce che l'espansione lungo il piano galattico è stata inibita dal gas molecolare circostante, costringendo il gas a dirigersi in due direzioni opposte verso i poli galattici locali; ciò a sua volta suggerisce che in origine la nube molecolare doveva avere una forma relativamente piatta ed essere contenuta tutta entro la zona centrale del piano galattico.
Il lobo polare che si estende verso nord è caratterizzato, soprattutto in direzione nord-ovest, dalla presenza di una complessa rete di strutture filamentose disposte ad archi ed a guisa di gusci; la morfologia di questa regione dà l'impressione che la regione H II si stia espandendo in una zona il cui mezzo interstellare è disomogeneo, ricco di strutture più o meno dense che gli conferiscono un aspetto poroso e "a bolle". Molte di queste strutture filamentose visibili all'infrarosso coincidono con delle regioni oscure e si estendono vicino a dei fronti di espansione ionizzati e visibili otticamente.

## Fenomeni di formazione stellare

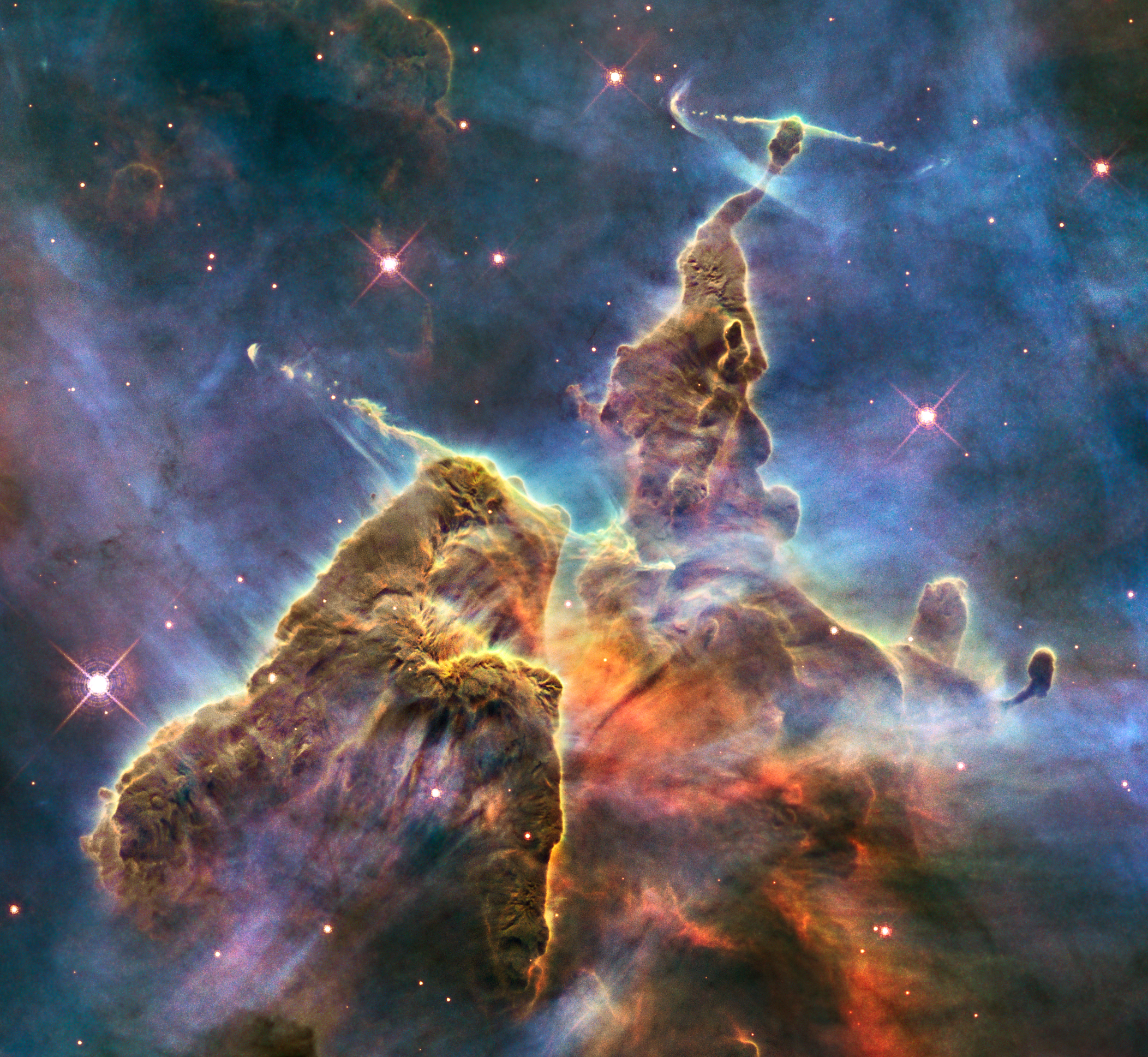
Colonne di gas costituite da idrogeno freddo e polveri, un'area (denominata Montagna Mistica) in cui ha luogo la formazione stellare. Le colonne nell'immagine (nelle quali sono presenti gli oggetti HH 901 e HH 902) vengono consumate dalla radiazione ultravioletta delle giovani stelle calde nate al loro interno.

Nonostante le precedenti osservazioni avessero mostrato che i fenomeni di formazione stellare all'interno della Nebulosa della Carena fossero ridotti o inesistenti, dai dati di alcuni studi emerge che la nascita di nuove stelle non si è completamente arrestata con la formazione degli ammassi di stelle giovani e massicce osservati. La parte settentrionale sembra inoltre possedere più siti di formazione stellare rispetto alle aree centrali; infine, i membri dell'associazione di stelle nota come Tr 14 creano un ambiente estremamente instabile per la nube molecolare, che tenderebbe a subire l'influsso del forte vento stellare di queste stelle.
Lungo i bordi della nebulosa si possono osservare delle condensazioni che formano delle strutture simili a sporgenze e dei corrugamenti; alcune di queste strutture, che agli infrarossi appaiono brillanti, si trovano sulla linea del fronte di ionizzazione. Le dimensioni di questi globuli sono pari a circa 1 pc (3,26 anni luce) e la separazione media fra i vari globuli lungo un dato filamento è di circa 5 pc. Dato che molte di queste strutture si trovano nelle regioni neutre direttamente a contatto con il fronte di ionizzazione, ci sono ottime probabilità che si tratti di siti in cui è attiva la formazione stellare. La posizione di questi globuli alla periferia della nebulosa lungo il fronte di ionizzazione ad est della stella η Carinae sono in interazione con le vicine stelle massicce e si sarebbero formati come risultato delle instabilità degli strati di gas e polveri in accelerazione.
Secondo alcuni studi è emerso che la formazione stellare nella regione della nebulosa sia iniziata nel suo settore nord-occidentale: l'esito di questi primi fenomeni di formazione sarebbero oggi visibili sotto forma di brillanti ammassi aperti, in particolare di NGC 3293, visibile circa 1° a nord-ovest della nebulosa, e il più piccolo IC 2581, sempre nella stessa direzione; in seguito alla formazione di questi due ammassi gli episodi di formazione stellare si sarebbero spostati progressivamente verso sud-est, fino a raggiungere l'attuale posizione. Secondo un altro studio datato 2003, la formazione stellare sarebbe comunque ancora attiva nella regione circostante l'ammasso, come sarebbe stato testimoniato dalla scoperta di alcune stelle di pre-sequenza principale.

### I Pilastri Sud

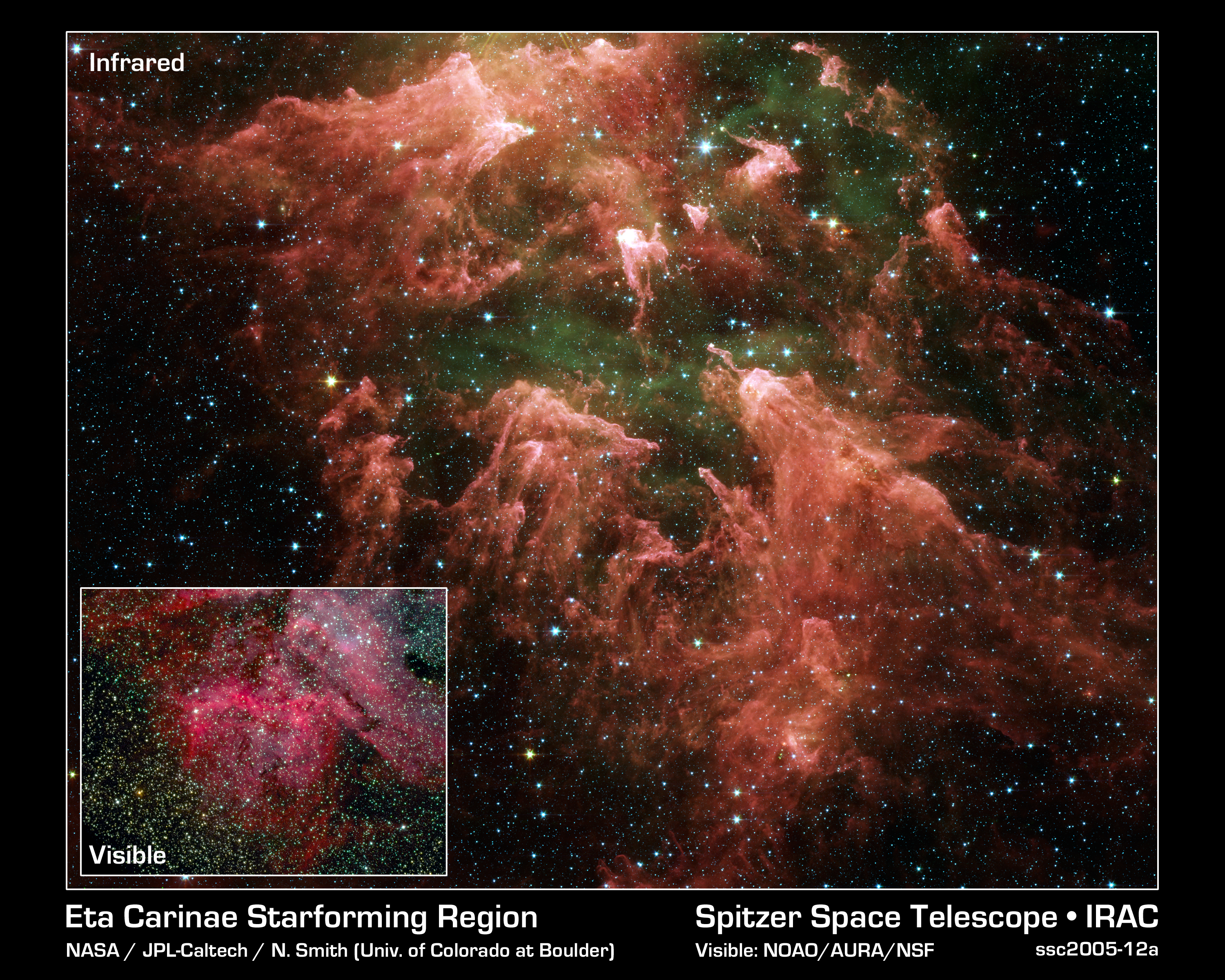
I Pilastri Sud, un'area della nebulosa in cui si osservano fenomeni di formazione stellare.

Circa 0,5° a sud della stella η Carinae si trova una regione della nebulosa contenente alcune strutture allungate formate da polveri, la più grande delle quali è lunga 25 pc e sembra puntare in direzione della stessa η Carinae. Le strutture, dette "Pilastri" a causa della loro forma, hanno la parte più brillante rivolta verso la stella η Carinae e lunghe code dirette nella direzione opposta, verso una struttura oscura non ancora identificata; la direzione dell'illuminazione e delle strutture in sé suggerisce che la fonte del vento stellare che modella queste nubi e della ionizzazione è proprio la stessa η Carinae, assieme ad altre stelle supergiganti azzurre membri dell'ammasso Tr 16, la cui radiazione ultravioletta opera una fotolisi sui gas di questa regione. Si tende ad escludere pertanto che la causa del modellamento sia l'apparentemente più vicino Bochum 11, proprio per via della direzione delle code. Dato che strutture simili sono state osservate anche nella Nebulosa Tarantola, le cui code puntano in direzione opposta all'ammasso R136, e che si è suggerito che simili formazioni siano fra le prime responsabili dell'avviamento di intensi fenomeni di formazione stellare, si pensa che questi fenomeni possano avere il medesimo effetto anche nel caso della Nebulosa della Carena. Si ipotizza pertanto che queste formazioni possano rappresentare la fase iniziale di una futura ondata di intensa formazione stellare all'interno di questa nebulosa. Appare inoltre molto probabile che il tasso di formazione stellare sia rimasto comunque costante all'interno della nebulosa fin dalla nascita degli ammassi più massicci.

### Oggetti HH e altre strutture
Sia nel settore settentrionale che in quello meridionale della nebulosa sono state individuate altre prove che mostrano come la formazione stellare sia realmente in atto, prima fra tutte la presenza di alcuni giovanissimi oggetti HH. L'oggetto HH più noto della Nebulosa della Carena, anche a causa della sua sigla, è HH 666, soprannominato L'asse diabolico; si tratta di un getto bipolare che emerge da un globulo molecolare, formato da alcuni bow shock. Le sue dimensioni angolari sono pari a circa 4,5 primi d'arco, che a una distanza di 7500 anni luce equivalgono a una lunghezza di circa 10 anni luce; tuttavia, questa misura sarebbe sottostimata, dato che l'orientamento dei getti non è perpendicolare alla nostra linea di vista.
Il Telescopio Spaziale Hubble ha catturato delle immagini ad alta risoluzione di un gran numero di altri oggetti stellari giovani; alcune di queste immagini mostrano dei getti rettilinei di gas provenienti da aree molto dense (ossia oggetti HH) che si perdono nel mezzo interstellare nebuloso circostante. HH 666 e gli altri oggetti simili (come HH 901 e 902) sono connessi con dei grossi globuli in cui non si osservano stelle alla lunghezza d'onda della luce visibile, ma solo all'infrarosso; tutte queste sorgenti infrarosse sarebbero di fatto siti di formazione stellare, interessanti in quanto sarebbero degli ottimi esempi di fenomeni causati dal vento stellare delle stelle più calde di classe O.

## Formazioni caratteristiche

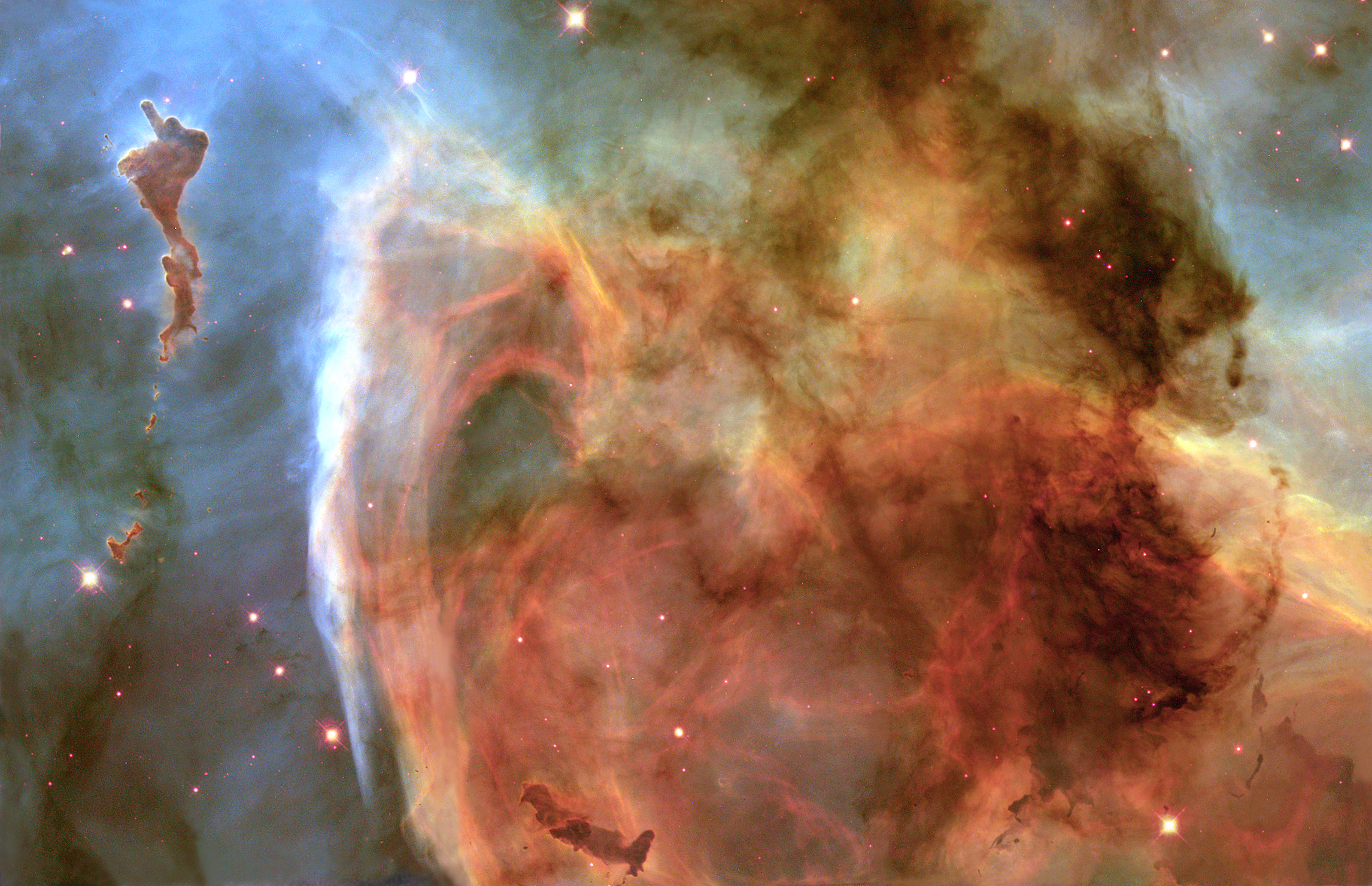
La nebulosa Buco della Serratura, ripresa dal Telescopio Spaziale Hubble; la piccola nube sulla sinistra è chiamata "il gesto di Dio", e spesso viene paragonata ad un gesto volgare.

All'interno della nebulosa è identificabile un gran numero di strutture minori; in realtà, mentre alcune sono vere nebulose nella nebulosa, gran parte delle strutture osservabili sono date dal continuo alternarsi di zone illuminate ed aree oscure.

### La Nebulosa Buco della serratura
Il Buco della serratura è un soprannome dato da John Herschel nell'Ottocento ad una piccola nebulosa oscura che si sovrappone al chiarore diffuso del resto della nebulosa; egli osservò infatti una brillante macchia di forma circolare sovrapposta al chiarore diffuso della nebulosa, con una piccola banda che si prolungava verso sud, dando così l'idea di una toppa di serratura.

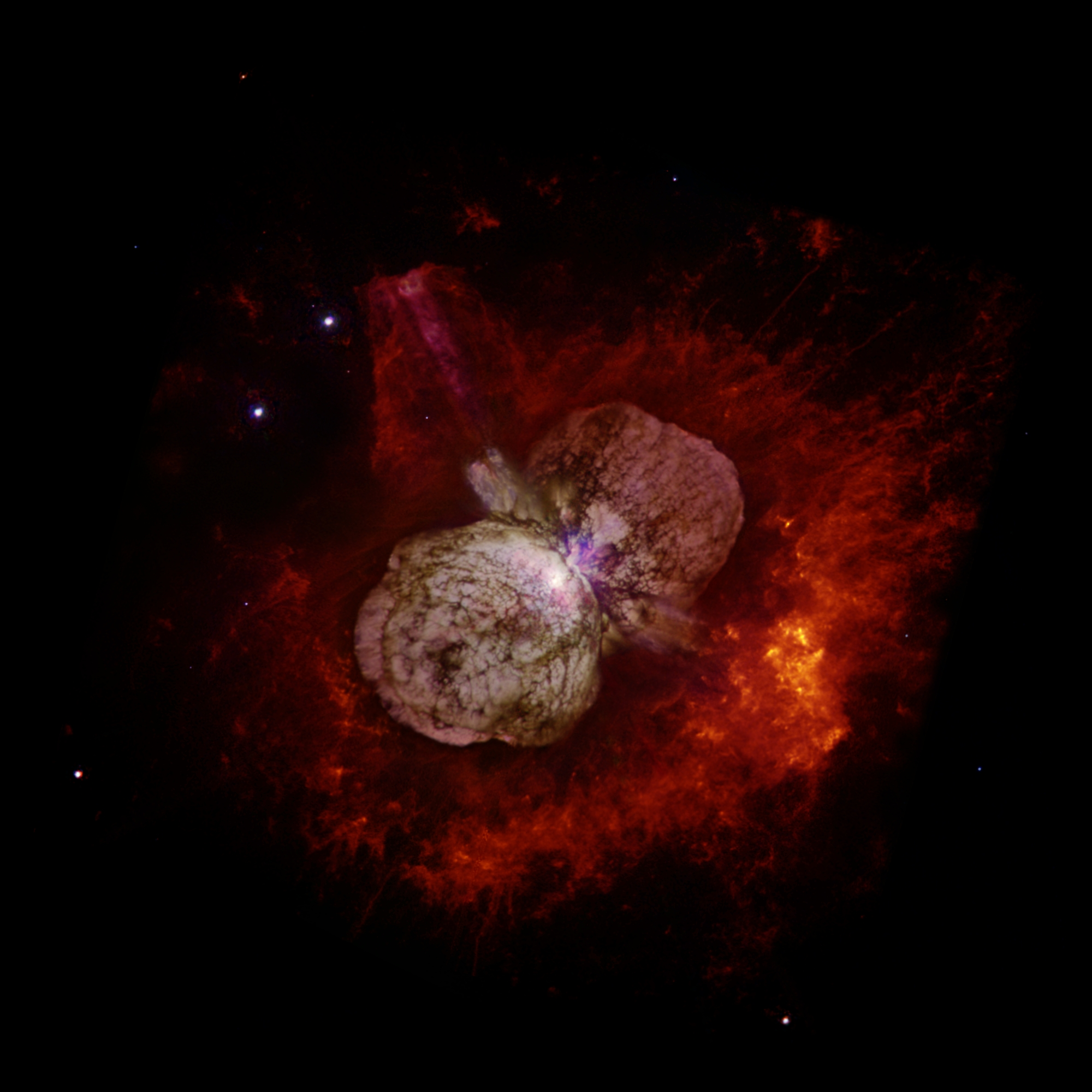
La Nebulosa Omuncolo, che avvolge la stella Eta Carinae.

Questa struttura brillante non è quasi più visibile e la banda che si dirigeva a sud è ora visibile solo come una macchia scura di polveri. La struttura è formata da polvere interstellare e molecole fredde, e contiene getti di gas luminoso e caldo; il diametro di questa sottostruttura è di circa 7 anni luce. A breve distanza da questa si osserva un getto di gas dalla forma curiosa, che ricorda molto bene un gesto volgare del dito medio.

### La nebulosa Omuncolo
La Nebulosa Omuncolo è una struttura nebulare formata dalle varie espulsioni di materia della stella η Carinae; si pensa che la struttura maggiore oggi osservabile si sia formata a seguito dell'ultima grande esplosione della stella, avvenuta nel 1841, quando raggiunse e superò la luminosità di Canopo, diventando la seconda stella più brillante del cielo. L'esplosione ha prodotto due lobi polari ed un vasto ma debole disco equatoriale, il tutto in allontanamento dalla stella alla velocità di 2,4 milioni di km/h. Non si esclude la possibilità di un riverificarsi in futuro di tali esplosioni. Nonostante η Carinae sia situata a circa 7500 anni luce dal nostro pianeta, possono essere distinte, ad un'accurata osservazione, solo le strutture con una grandezza dell'ordine dei 15 miliardi di chilometri (paragonabile al diametro del Sistema solare).

## Ammassi e associazioni stellari

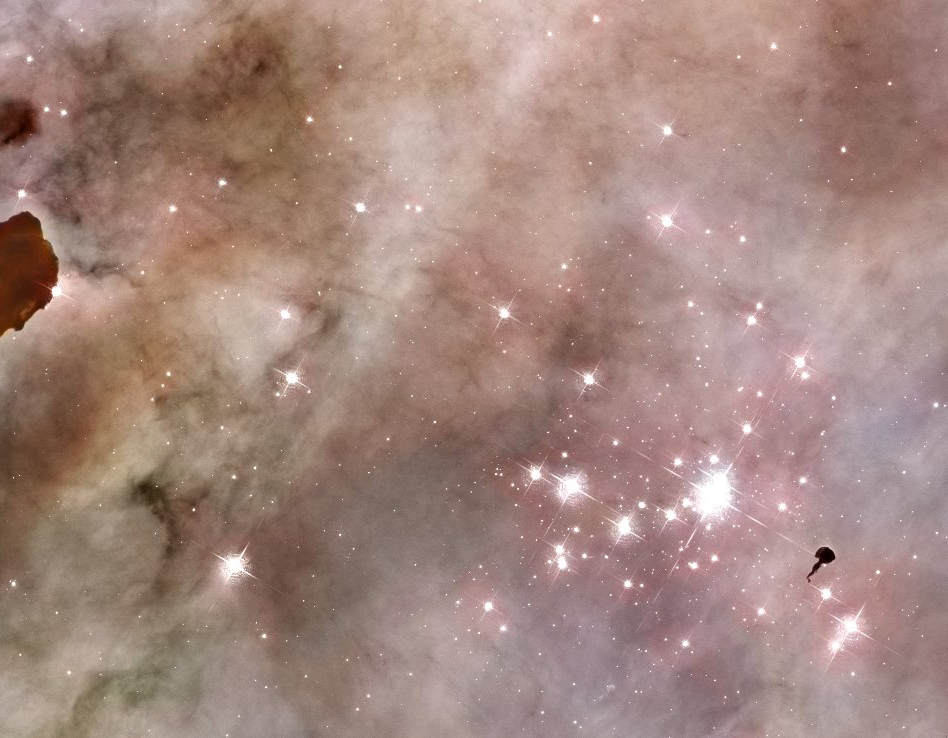
Immagine del Telescopio Spaziale Hubble dell'ammasso aperto Tr 14; il sud è in basso.

È nella natura stessa delle regioni H II che esse siano circondate da ammassi e associazioni di stelle giovani: infatti, poiché la formazione stellare avviene al loro interno, le stelle più giovani, prima di disperdersi, appaiono raggruppate attorno all'area dove si sono formate. Gli agglomerati di stelle più notevoli del sistema nebuloso sono catalogati come Trumpler 14, Trumpler 16 e Collinder 232; l'insieme di questi ammassi costituisce una vasta e importante associazione OB, nota come Carina OB1.

### Trumpler 14 e Trumpler 16
Nelle regioni più centrali della Nebulosa della Carena sono presenti due grandi concentrazioni di stelle, note come associazioni OB: queste due associazioni riportano le sigle di catalogo Tr 14 e Tr 16; in totale contano poco più di venti stelle molto calde, di classe spettrale B3, e diverse giovanissime stelle di Wolf-Rayet e pre-sequenza principale.

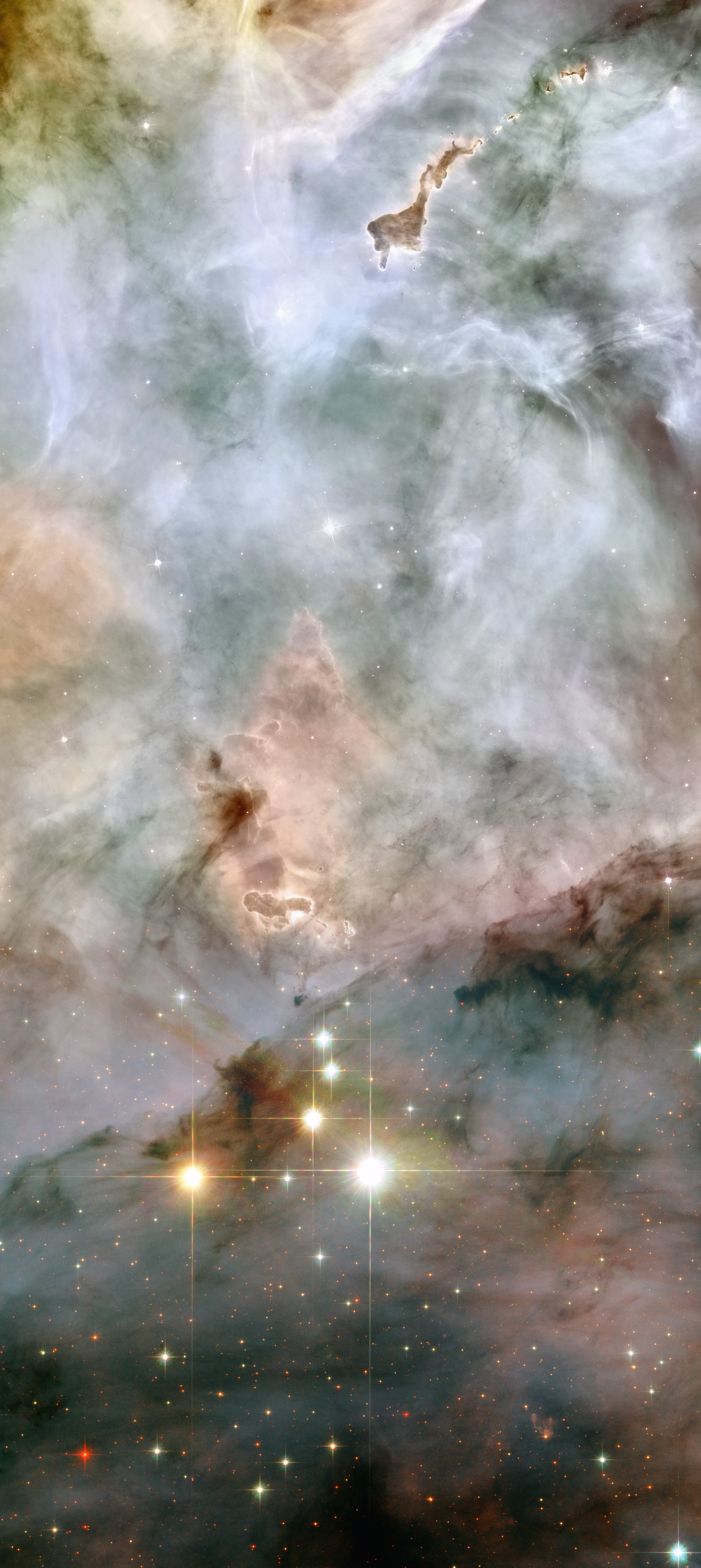
La regione di WR 25 e Tr16-244; in alto si può vedere, ribaltata, la nebulosa chiamata "Gesto di Dio", una delle più celebri formazioni gassose all'interno della Nebulosa della Carena.

In uno studio condotto nel 2004 da un gruppo di scienziati dello Space Telescope Science Institute, sono state analizzate le stelle di spettro O e B delle due associazioni; cinque di queste si sono rivelate delle binarie strettissime con delle separazioni che vanno dagli 0,015 secondi d'arco ai 0,352. Gli esiti più importanti di questa ricerca sono stati fondamentalmente due: il primo è stata la risoluzione del prototipo di stella O2 If* HD 93129A, formata da una coppia di componenti separate da 55 millisecondi d'arco con una variazione di magnitudine visuale di 0,9; quest'oggetto è servito da punto di riferimento spettroscopico per l'analisi delle stelle più calde e massicce e del loro vento stellare sull'assunzione precedente che si tratti di una singola stella. Questa scoperta supporta l'interpretazione delle osservazioni condotte ai raggi X della collisione del vento stellare in questa stella.
Un secondo esito interessante è la determinazione di un limite superiore di circa 35 UA delle separazioni ipotizzate per le coppie di stelle di quest'area di cielo; ciò apre la strada a degli studi approfonditi sui sistemi di stelle di questi ammassi giovani che ionizzano i gas della nebulosa.

### Collinder 232
Un terzo ammasso aperto oggetto di studi approfonditi è Cr 232: si tratta di un insieme di stelle molto giovani ben in risalto rispetto ai campi stellari circostanti; nonostante si trovi apparentemente distante dalla nebulosa, oltre un grado ad est, sarebbe fisicamente legato al complesso nebuloso molecolare della Carena. L'età, stimata attorno ai 20 milioni di anni, è compatibile con quella degli altri ammassi e anche la sua composizione stellare è paragonabile, essendo formato da stelle di pre-sequenza principale e di classe O e B.
In uno studio del 2003 che prendeva in considerazione il numero di stelle di quest'oggetto, si afferma che quest'ammasso in realtà non sarebbe reale, poiché il profilo della densità delle sue stelle sarebbe troppo piatto e vicino alla densità del campo stellare circostante. Tuttavia, paragonando i diagrammi HR di questo e dei precedenti due ammassi, emerge che la distribuzione stellare entro questi diagrammi (ossia le relazioni magnitudine-colore) sono estremamente simili; da ciò ne deriva che questi oggetti possiedono una composizione stellare molto simile. Tuttavia, non è possibile escludere che Cr 232 non appartenga all'alone stellare cui fanno parte anche Tr 14 e Tr 16: infatti, la parte orientale di Tr 14, in direzione di Cr 232, appare molto meno oscurata rispetto alla parte occidentale, dove la Nebulosa della Carena è otticamente molto debole.
Oltre a queste tre concentrazioni stellari (Tr 14, Tr 16 e Cr 232), che sono anche le più giovani, si osservano altri ammassi di età molto simile o appena superiori: è il caso di NGC 3324 e Tr 15.

## Storia ed evoluzione

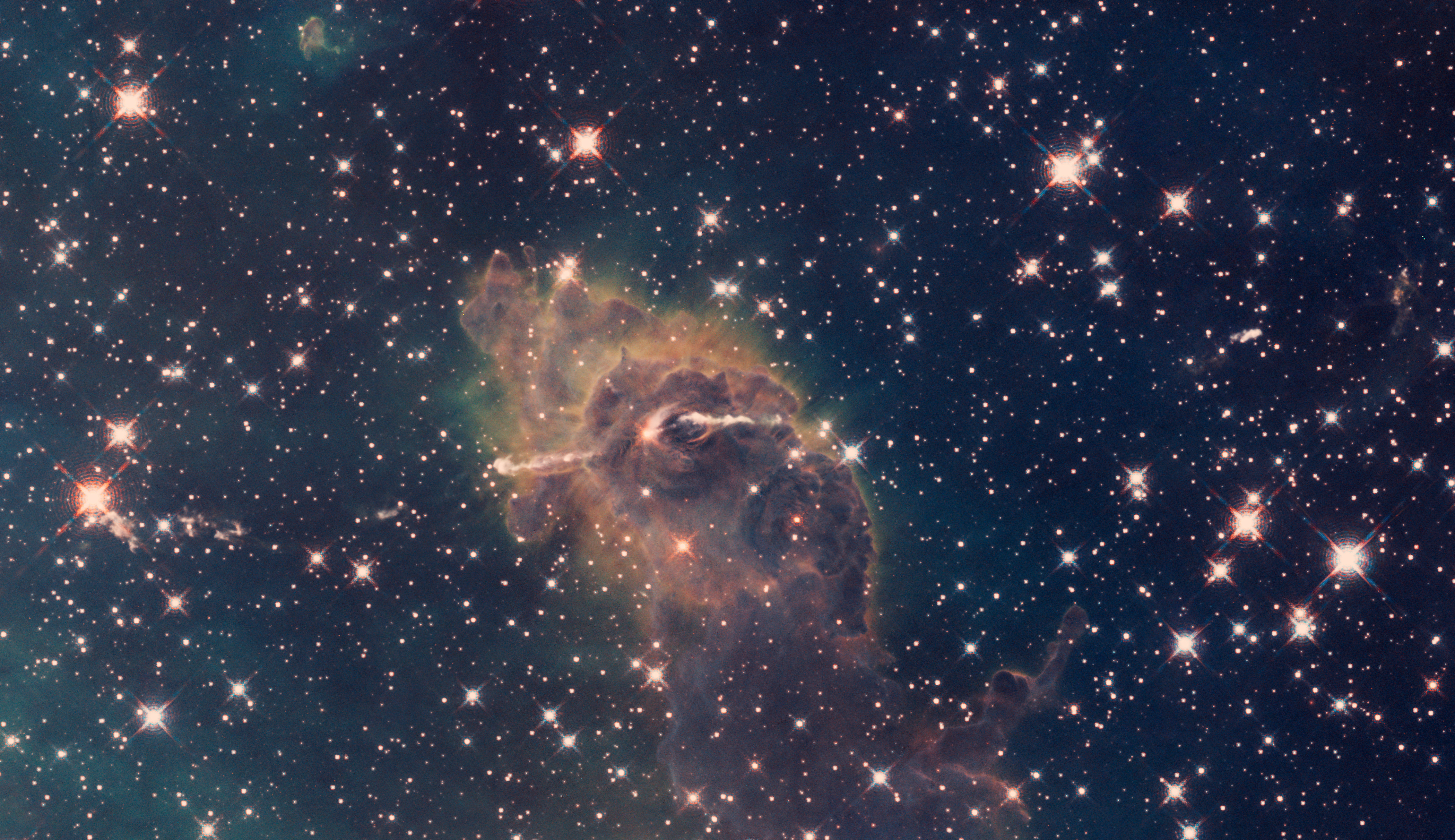
Immagine composita ottenuta a partire da un'esposizione nel visibile e una nell'infrarosso catturate dal telescopio Hubble di un conglomerato di tre colonne di gas e polveri della nebulosa, lungo circa 3 anni luce, flagellato dai venti e dalla radiazione di vicine giovani stelle massicce.

Le nubi interstellari come la Nebulosa della Carena sono state scoperte in tutte le galassie come la Via Lattea. Esse nascono come piccole macchie di idrogeno neutro freddo intramezzato da tracce di altri elementi; la nube può contenere centinaia di migliaia di masse solari ed estendersi per centinaia di anni luce. La leggera forza di gravità che potrebbe portare al collasso della nube è controbilanciata da una debole pressione del gas nella nube stessa.
Sia a causa della collisione con i bracci di spirale, sia a causa delle onde d'urto causate dalle supernovae, gli atomi possono iniziare a precipitare in molecole più pesanti, producendo così una nube molecolare. Ciò preannuncia la formazione di stelle all'interno della nube, il che avviene entro un periodo di 10-30 milioni di anni all'interno di aree instabili, dove i volumi destabilizzati collassano in un disco; questo si concentra nelle regioni centrali, dove si formerà la stella, che potrà essere circondata da un disco protoplanetario: nasce così la regione H II, ossia un vasto agglomerato di gas illuminato ed eccitato dalle brillanti stelle blu in esso formatesi, raggruppate in ammassi e associazioni stellari.
La vita media di una regione H II è dell'ordine di pochi milioni di anni. La pressione di radiazione proveniente dalle stelle calde e giovani possono far disperdere la gran parte del gas residuo; infatti, questo processo tende ad essere molto inefficiente, nel senso che meno del 10% del gas di una regione H II collassa per formare stelle prima che il restante venga spazzato via. Un altro fenomeno che può contribuire alla dispersione del gas sono le esplosioni delle stelle più massicce appena formate come supernovae, che avvengono dopo appena 1–2 milioni di anni dalla formazione dell'ammasso. Anche la Nebulosa della Carena è destinata, col tempo, a disperdere a tal punto il suo materiale, da dissolversi nel mezzo interstellare circostante, finché le dinamiche dei bracci di spirale non ne riaddenseranno la materia.

### Libri

#### Opere generali
- (EN) Stephen James O'Meara, Deep Sky Companions: The Caldwell Objects, Cambridge University Press, 2003, ISBN 0-521-55332-6.
- (EN) Robert Burnham, Jr, Burnham's Celestial Handbook:  Volume Two, New York, Dover Publications, Inc., 1978.
- (EN) Chaisson, McMillan, Astronomy Today, Englewood Cliffs, Prentice-Hall, Inc., 1993, ISBN 0-13-240085-5.
- (EN) Thomas T. Arny, Explorations:  An Introduction to Astronomy, 3 updatedª ed., Boston, McGraw-Hill, 2007, ISBN 0-07-321369-1.
- AA.VV, L'Universo - Grande enciclopedia dell'astronomia, Novara, De Agostini, 2002.
- J. Gribbin, Enciclopedia di astronomia e cosmologia, Milano, Garzanti, 2005, ISBN 88-11-50517-8.
- W. Owen, et al, Atlante illustrato dell'Universo, Milano, Il Viaggiatore, 2006, ISBN 88-365-3679-4.
- J. Lindstrom, Stelle, galassie e misteri cosmici, Trieste, Editoriale Scienza, 2006, ISBN 88-7307-326-3.

#### Sull'evoluzione stellare
- (EN) C. J. Lada, N. D. Kylafits, The Origin of Stars and Planetary Systems, Kluwer Academic Publishers, 1999, ISBN 0-7923-5909-7.
- A. De Blasi, Le stelle: nascita, evoluzione e morte, Bologna, CLUEB, 2002, ISBN 88-491-1832-5.
- C. Abbondi, Universo in evoluzione dalla nascita alla morte delle stelle, Sandit, 2007, ISBN 88-89150-32-7.
- M. Hack, Dove nascono le stelle. Dalla vita ai quark: un viaggio a ritroso alle origini dell'Universo, Milano, Sperling & Kupfer, 2004, ISBN 88-8274-912-6.

### Pubblicazioni scientifiche
- (EN) K. Hamaguchi, R. Petre, Diffuse X-ray emission from the Carina Nebula observed with Suzaku, in Proceedings of the International Astronomical Union, Cambridge University Press, 2006, DOI:10.1017/S1743921307002098.
- (EN) Kenji Hamaguchi, Robert Petre, Hironori Matsumoto, Masahiro Tsujimoto, Stephan S. Holt, Yuichiro Ezoe, Hideki Ozawa, Yohko Tsuboi, Yang Soong, Shunji Kitamoto, Akiko Sekiguchi, Motohide Kokubun, Suzaku Observation of Diffuse X-ray Emission from the Carina Nebula, in Publications of the Astronomical Society of Japan, 2007.
- (EN) Nathan Smith, Michael P. Egan, Sean Carey, Stephan D. Price, Jon A. Morse, Paul A. Price, Large-scale structure of the Carina Nebula (PDF)[collegamento interrotto], 1999, DOI:10.1086/312578.
- (EN) J.M. Rathborne, M.G. Burton, K.J. Brooks, M. Cohen, M.C.B. Ashley, J.W.V. Storey1, Photodissociation regions and star formation in the Carina Nebula, in arXiv:astro-ph/0111318v1, 16 novembre 2001.
- (EN) S. Bontemps, K.J. Brooks, M.G. Burton, J.M. Rathborne, M. Cohen, The giant pillars of the Carina Nebula, in arXiv:astro-ph/0310605v1, 2 febbraio 2008.
- (EN) Smith, Nathan; Bally, John; Brooks, Kate J., HH 666: The Axis of Evil in the Carina Nebula, in The Astronomical Journal, vol. 127, n. 5, maggio 2004,  pp. 2793-2808, DOI:10.1086/383291.
- (EN) Forte, J. C., The reddening law in Carina OB 1, in Astronomical Journal, vol. 83, ottobre 1978,  pp. 1199-1205, DOI:10.1086/112311.
- (EN) Edmund P. Nelan, Nolan R. Walborn, Debra J. Wallace, Anthony F. J. Moffat, Russell B. Makidon, Douglas R. Gies, Nino Panagia, Resolving OB systems in the Carina Nebula with the Hubble Space Telescope Fine Guidance Sensor (PDF), in The Astronomical Journal, 2004.
- (EN) Deharveng, L.; Maucherat, M., Optical study of the Carina Nebula, in Astronomy and Astrophysics, vol. 41, n. 1, 1º giugno 1975.
- (EN) DeGioia-Eastwood, K.; Throop, H.; Walker, G.; Cudworth, K. M., The Star Formation History of Trumpler 14 and Trumpler 16, in The Astrophysical Journal, vol. 549, n. 1, marzo 2001,  pp. 578-589, DOI:10.1086/319047.
- (EN) Carraro, G.; Romaniello, M.; Ventura, P.; Patat, F., The star cluster Collinder 232 in the Carina complex and its relation to Trumpler 14/16, in Astronomy and Astrophysics, vol. 418, 2004,  pp. 525-537, DOI:10.1051/0004-6361:20034335.

### Carte celesti
- Toshimi Taki, Taki's 8.5 Magnitude Star Atlas, su geocities.jp, 2005. URL consultato il 7 novembre 2010 (archiviato dall'url originale il 5 novembre 2018). - Atlante celeste liberamente scaricabile in formato PDF.
- Tirion, Rappaport, Lovi, Uranometria 2000.0 - Volume II - The Southern Hemisphere to +6°, Richmond, Virginia, USA, Willmann-Bell, inc., 1987, ISBN 0-943396-15-8.
- Tirion, Sinnott, Sky Atlas 2000.0, 2ª ed., Cambridge, USA, Cambridge University Press, 1998, ISBN 0-933346-90-5.
- Tirion, The Cambridge Star Atlas 2000.0, 3ª ed., Cambridge, USA, Cambridge University Press, 2001, ISBN 0-521-80084-6.

### Argomenti generali
- Carena (costellazione)
- Catalogo Caldwell
- New General Catalogue
- Nebulosa
- Nebulose nella cultura popolare
- Regione H II

### Argomenti specifici
- η Carinae
- Braccio Carena-Sagittario
- Nebulosa Omuncolo
- Oggetti non stellari nella costellazione della Carena